# Sjödalsparken

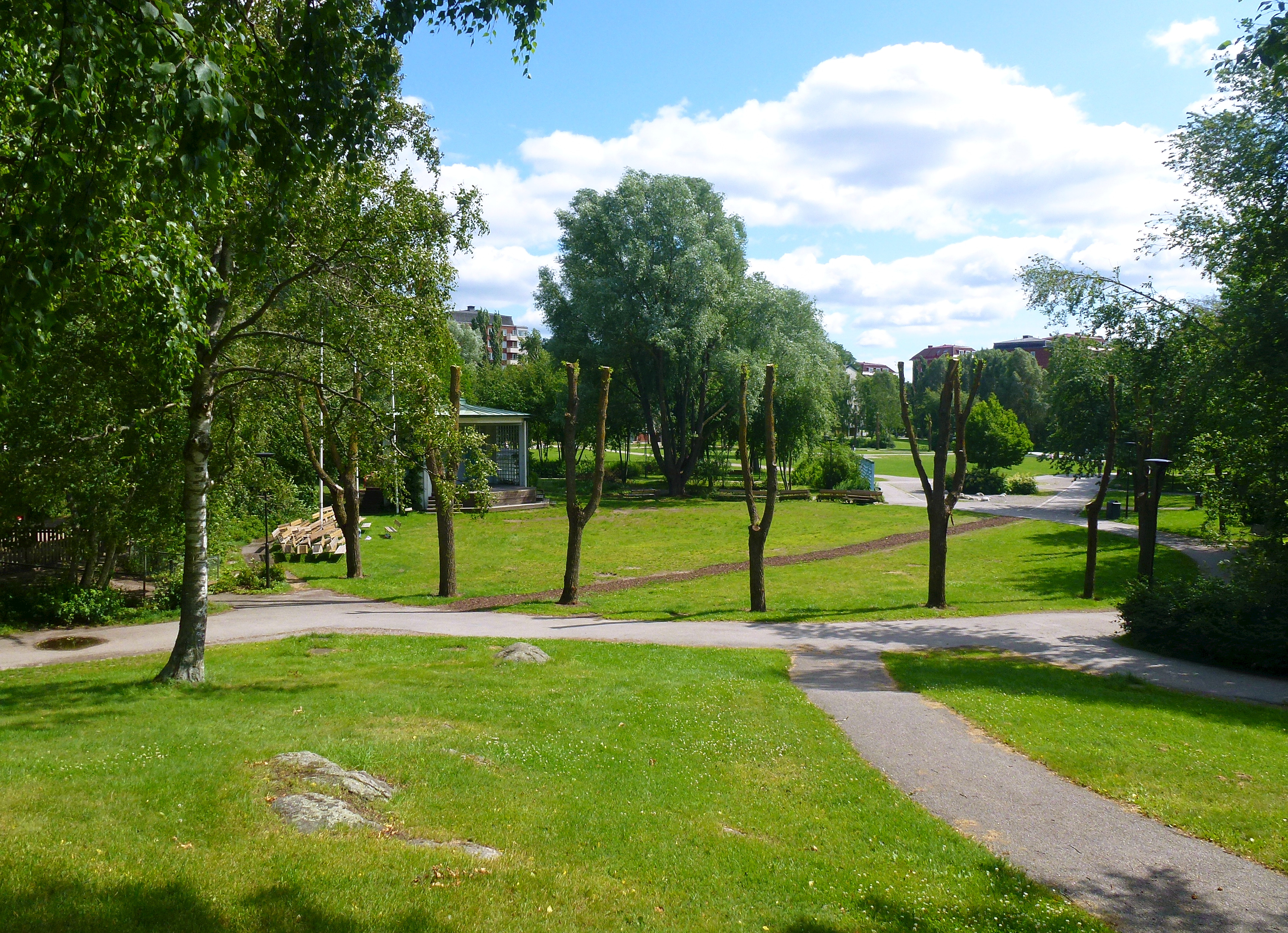
Sjödalsparken, juli 2015.

Sjödalsparken är en park i Huddinge kommun, Stockholms län. Parken anlades på 1960-talet och ligger i direkt anslutning till och öster om Huddinge centrum.

## Beskrivning

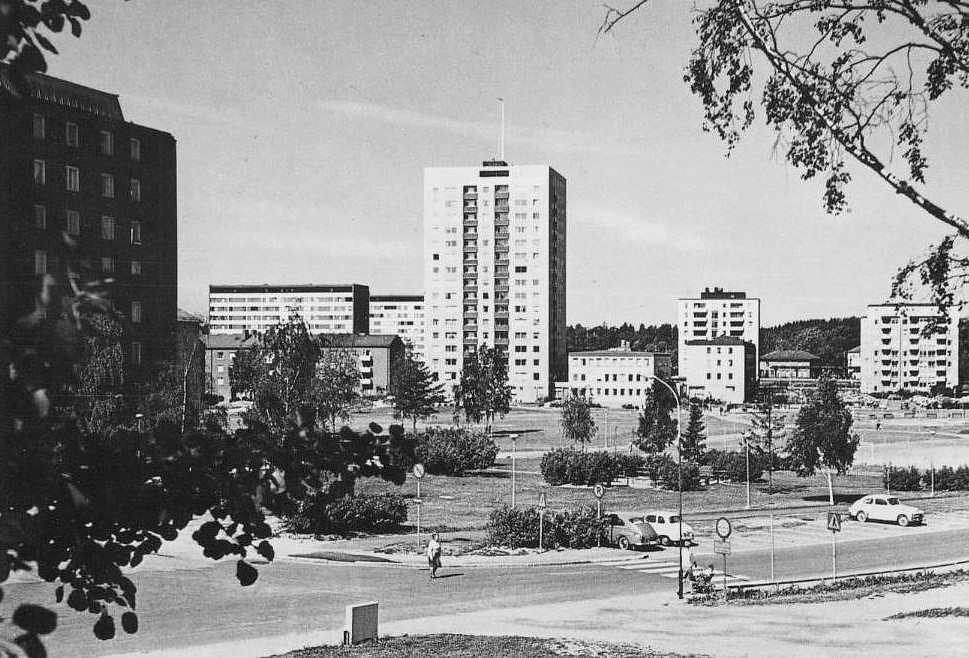
Parken på tidigt 1960-tal

Sjödalsparken är Huddinges stadspark. Stadsplanen för parken vann laga kraft i maj 1961 och därefter började anläggningsarbetena för den 2,7 hektar stora parken. Redan tidigare har här varit ett rekreationsområde i form av ängsmark och senare idrottsplan. Sjödalsparken är uppbyggd kring flera cirkulära parkrum som kantas av 42 pilar. I norra delen ligger en utomhusscen. Inom parken finns flera bänkar, en lekplats och boulebanor. Parken nyttjas framförallt för promenader, solbad, bollspel och lek. Under sommartid används den gärna som plats för picknick och i utomhusscenen arrangeras olika kulturella evenemang. Parken är även platsen för jazzfestivaler, Huddingedagar och loppmarknader. 

## Framtidsplaner
Enligt ett program för Huddinge centrum (från år 2011) planeras en upprustning av parken vars mål är att ge parken en ”tyngdpunkt på konst, prydnadsvärden och kultur samt skapa stora öppna ytor för lek, evenemang och rekreation liksom mer intima platser”. I Sjödalsparkens östra sida planeras en byggnad för café eller handel. Kommunen vill även skapa en bättre fysisk kontakt med Rådsparken som ligger cirka 500 meter norr om Sjödalsparken och stärka ”de gröna sambanden” mellan Sjödalsparken och sjön Trehörningen.

## Bilder

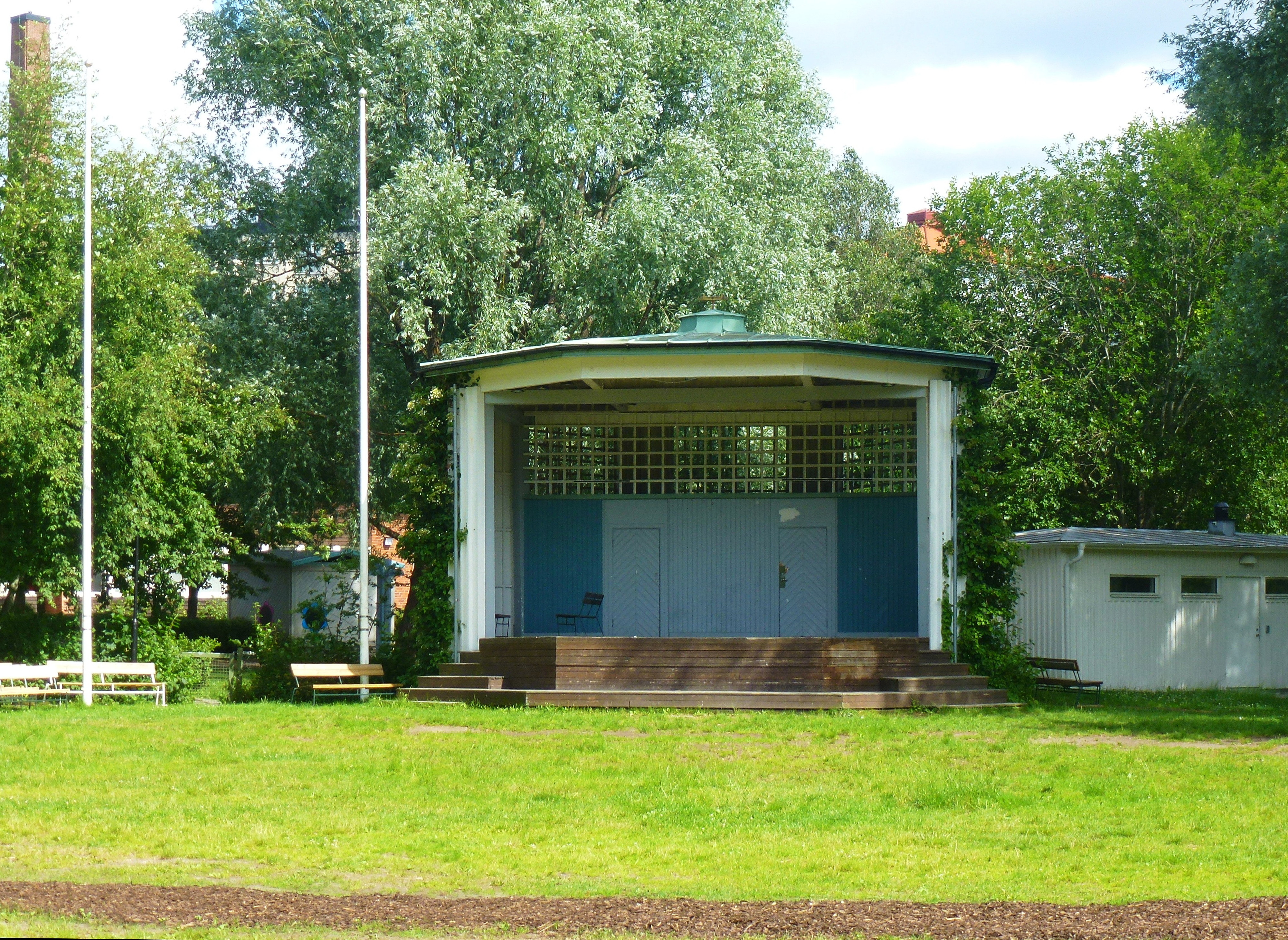
Parkens utomhusscen.
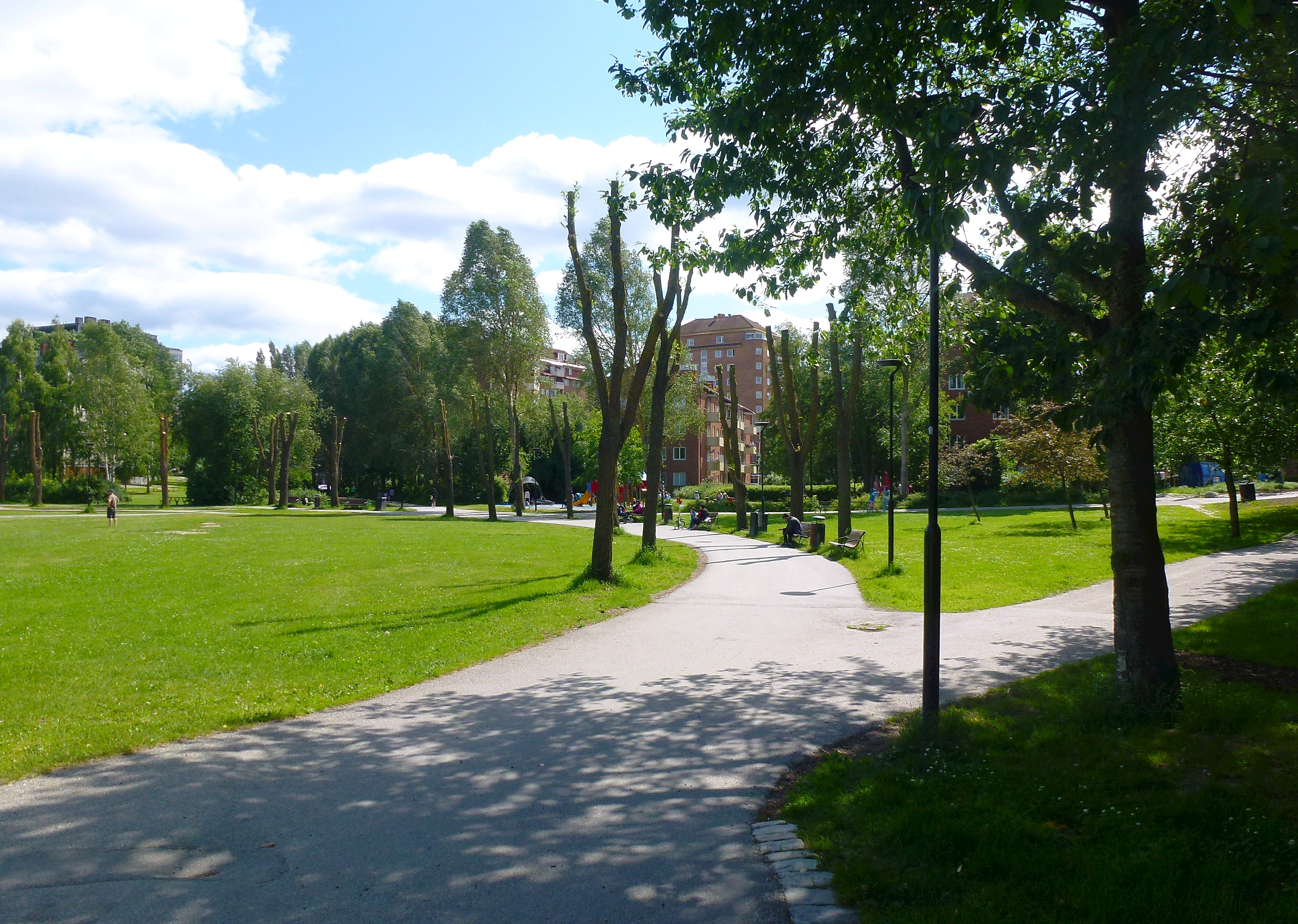
Parkens grönområde och promenadstråk.
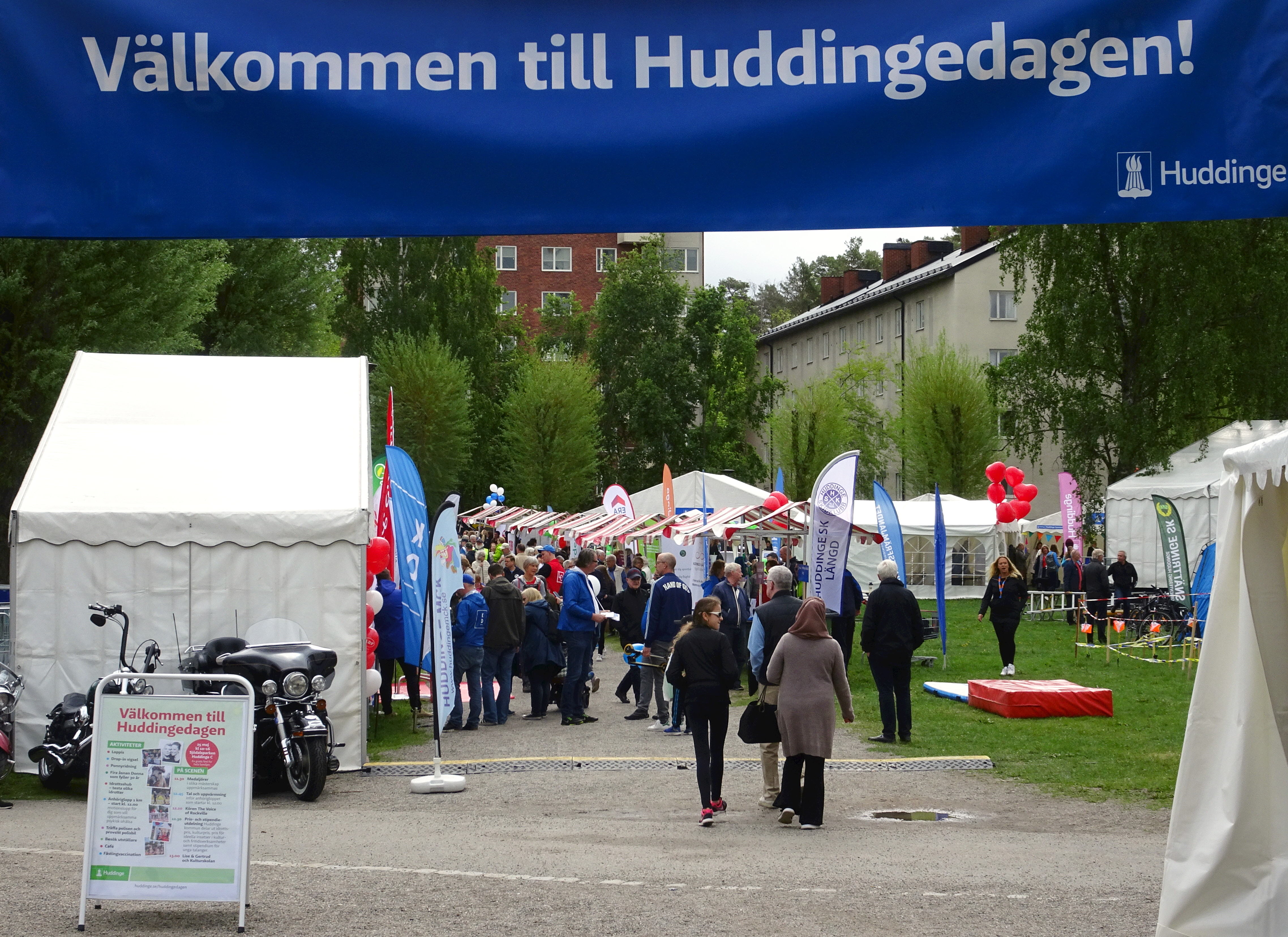
Huddingedagen i parken, maj 2019.
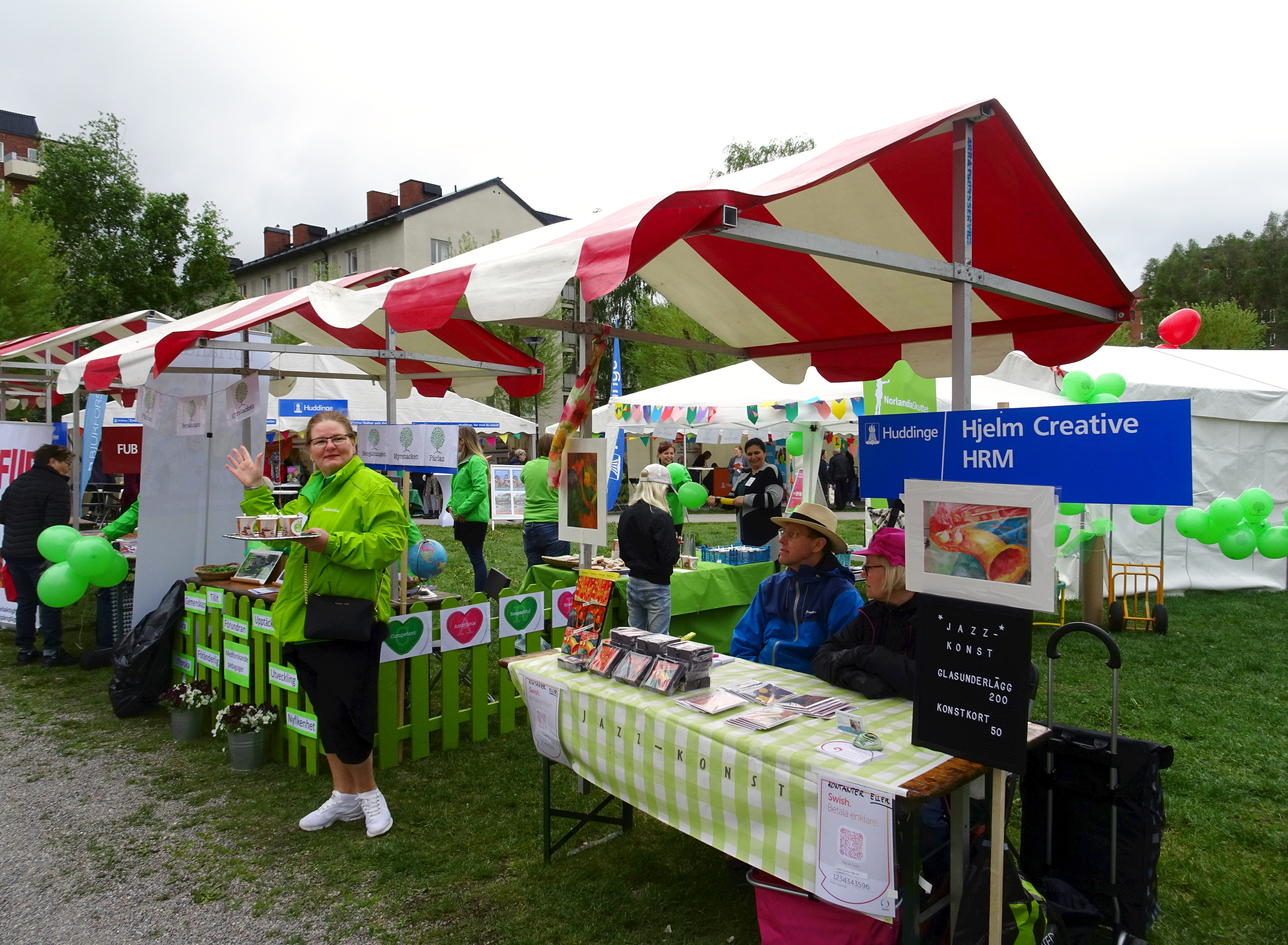
Huddingedagen i parken, maj 2019.